# Cistus macrocalyx
Cistus macrocalyx är en solvändeväxtart som beskrevs av fader Sennen och Pau. Cistus macrocalyx ingår i släktet Cistus och familjen solvändeväxter. Inga underarter finns listade i Catalogue of Life.